# رود نوتاوی
رود نوتاوی رودی است به خلیج جیمز می‌ریزد. این رود از کشور کانادا می‌گذرد.